# 보노주
보노주(영어: Bono Region)는 가나의 16개의 주 중 하나다. 2018년 12월 브롱아하포주에서 분리하기 위한 국민투표가 행해진 후 보노주, 보노이스트주, 아하포주로 분리되어 만들어졌다. 주도는 수니아니다.